# Oberea rufiventris
Oberea rufiventris är en skalbaggsart som beskrevs av Aurivillius 1914. Oberea rufiventris ingår i släktet Oberea och familjen långhorningar.
Artens utbredningsområde är Sarawak. Inga underarter finns listade i Catalogue of Life.